# Gesprenkelter Frauenschuh
Der Gesprenkelte Frauenschuh (Cypripedium guttatum) ist eine Pflanzenart aus der Gattung Cypripedium in der Familie der Orchideen (Orchidaceae).

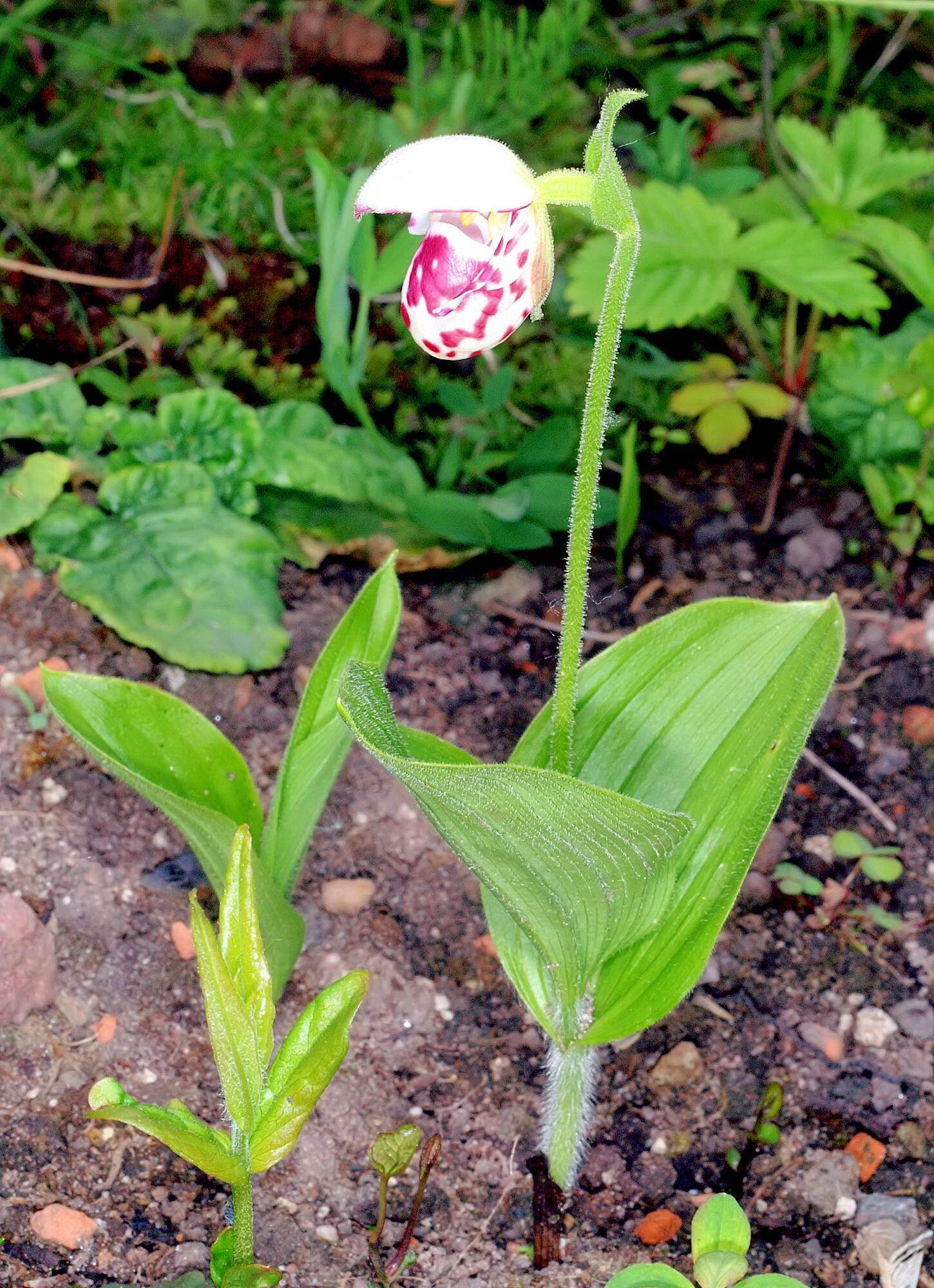
Gesprenkelter Frauenschuh (Cypripedium guttatum)

## Merkmale
Der Gesprenkelte Frauenschuh ist eine ausdauernde Pflanze mit einem Rhizom, die Wuchshöhen von 10 bis 38 Zentimeter erreicht. Der Stängel ist zweiblättrig. Die Blätter sind fast gegenständig und messen 4,5 bis 12,5 × 2,5 bis 5,5 Zentimeter. Die äußeren und inneren Perigonblätter sind weiß und mehr oder weniger stark rot gefleckt. Die Lippe ist 1,4 bis 2,2 Zentimeter lang und stark rot gefleckt bis einseitig rot.
Blütezeit ist von April bis Mai.
Die Chromosomenzahl beträgt 2n = 20.

## Vorkommen
Der Gesprenkelte Frauenschuh kommt im kühlen nordwestlichen Nordamerika, Osteuropa, Sibirien, Bhutan und Süd-Tibet in feuchten bis trockenen Falllaub- und Nadelwäldern sowie in Gras- und Geröllfluren in Höhenlagen bis 4100 Meter vor. Das Verbreitungsgebiet reicht von Belarus und vom europäischen Russland bis Korea, umfasst Japan und reicht von Alaska bis Yukon.

## Taxonomie
Der Gesprenkelte Frauenschuh wurde 1800 durch Olof Peter Swartz in Kongl. Vetenskaps Academiens Nya Handlingar 1800, Seite 251 als Cypripedium guttatum erstbeschrieben.

## Nutzung
Der Gesprenkelte Frauenschuh wird selten als Zierpflanze in Gefäßen, Balkonkästen und Gehölzgruppen genutzt.